# União Nacional dos Escuteiros de Timor-Leste
Die União Nacional dos Escuteiros de Timor-Leste UNE-TL (deutsch Nationale Vereinigung der Pfadfinder Osttimors) ist der nationale, osttimoresische Pfadfinderverband. Sie ist Mitglied der Comunidade do Escutismo Lusófono (deutsch Vereinigung der portugiesischsprachigen Pfadfinderbewegungen) und seit dem 22. Juni 2017 der Weltpfadfinderorganisation (WOSM).

## Geschichte

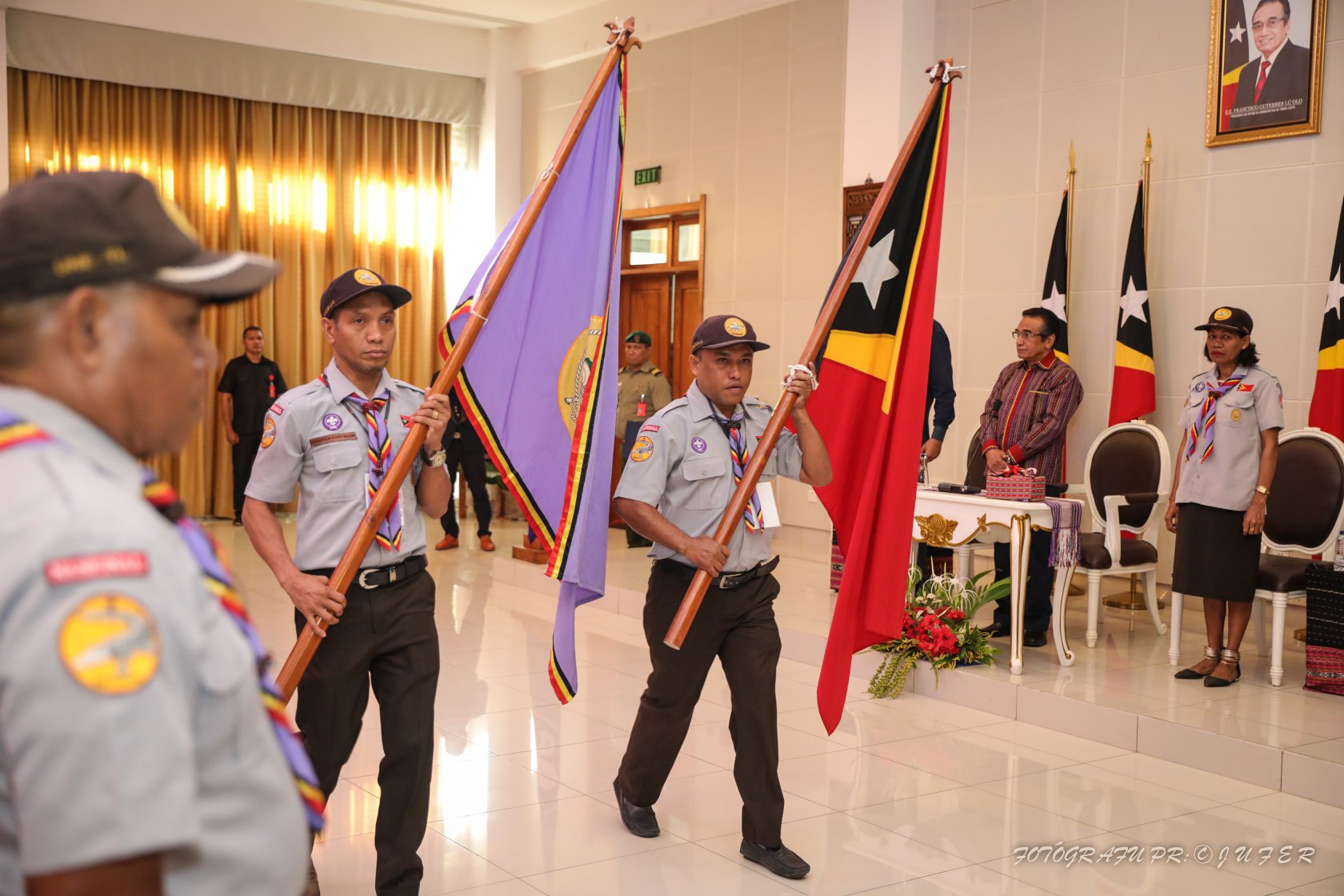
Die Flaggen der UNE-TL und Osttimors

1970 gründeten Missionare in Portugiesisch-Timor einen Ableger der portugiesischen Corpo Nacional de Escutas. Während der indonesischen Besatzungszeit (1975–1999) organisierten sich die osttimoresischen Pfadfinder in der Corpo dos Escuteiros Catolicos CEC (deutsch Körperschaft der katholischen Pfadfinder). Zu ihnen gehörten zum Beispiel Sérgio Lobo (Leiter der Pfadfinder in Dili ab 1978) und Carlos Filipe Ximenes Belo (Bischof von Dili und Friedensnobelpreisträger). Daneben gab es auch den indonesischen Verband Gerakan Pramuka Indonesia. Mitglieder der CEC beteiligten sich auch im Widerstandskampf gegen die Besatzer.
Nach dem erfolgreichen Unabhängigkeitsreferendum in Osttimor 1999 und der letzten indonesischen Gewaltwelle begann im Oktober 1999 die Re-Organisation der Pfadfinderbewegung. Ziel war die Vereinigung der katholischen Pfadfinder mit den Pfadfindern, die zuvor zum indonesischen Verband gehört hatten. Beim nationalen Jamboree am 2. Dezember 2005 in der Kirche von Balide wurde die UNE-TL als nationaler Verband geschaffen. Mit der Regierungsresolution 25/2015 vom 29. Juli 2015 erfolgte die staatliche Anerkennung der UNE-TL als einziger nationaler Vertreter der Pfadfinderbewegung in Osttimor.

## Versammlung der UNE-TL
Die Führung des Verbandes obliegt der Versammlung.

### Versammlung ab dem 2. Dezember 2005
Wahl in Balide, Dili

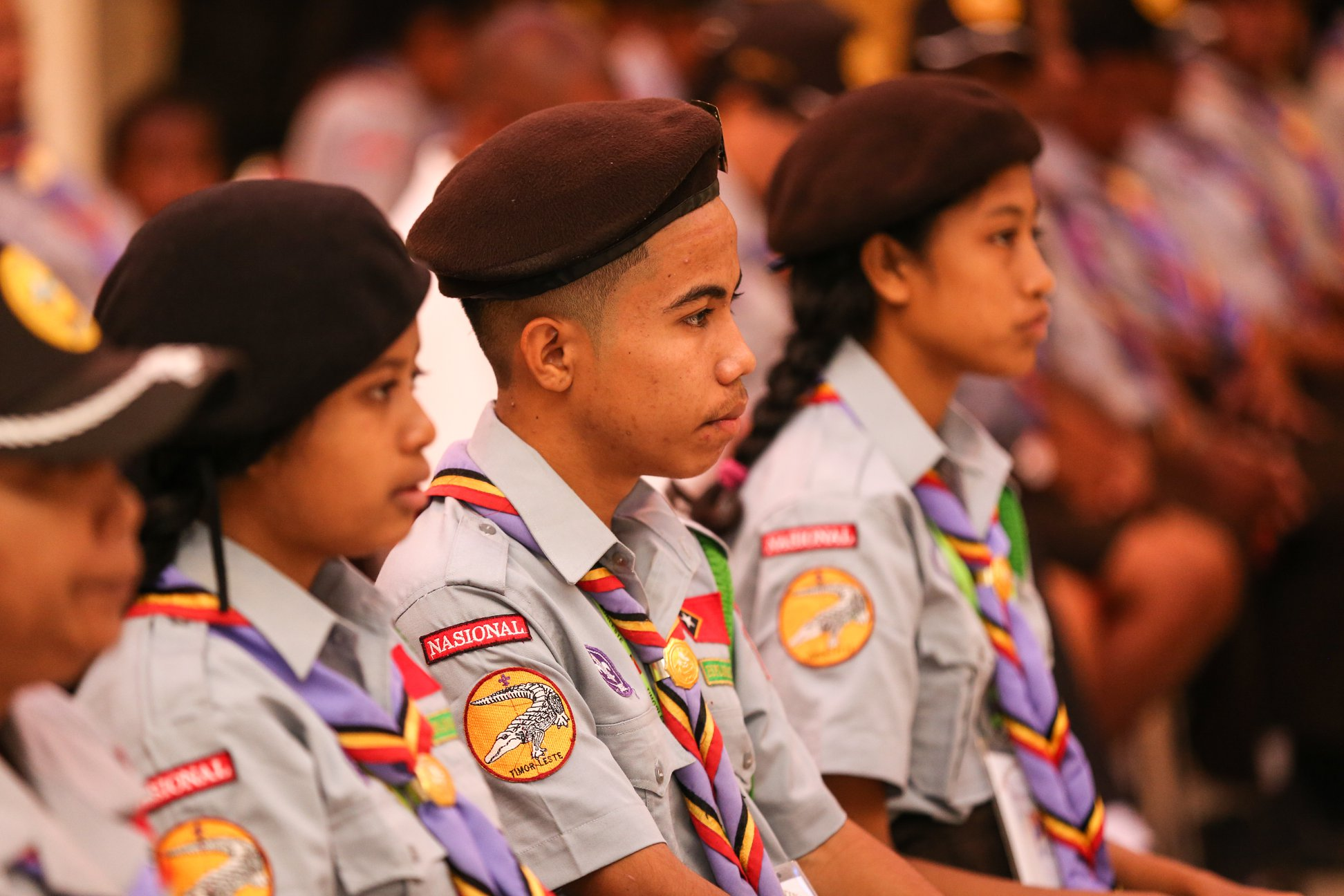

1. Schirmherr der UNE-TL: Staatspräsident Osttimors
2. Präsident der UNE-TL: José Manuel Fernandes
3. Erster Vizepräsident: Mario Nunes
4. Zweiter Vizepräsident: Maria de Fátima da C. Soares
5. Kommissionschef: Abel Boavida dos Santos
6. Exekutivdirektor: João Carlos Sarmento
7. Kommissar für internationale Angelegenheiten: Filomena Barros dos Reis
8. Schatzmeister: Hergueluina Alves Fernandes
9. Kommissar für Neueinführungen und Bildungsprogramme: Isolino Vaz de Alegria
10. Kommissar für das Kursprogramm für Erwachsene: Angelino Melo da Costa

### Versammlung ab dem 23. September 2011
Wahl in Vila Verde, Dili

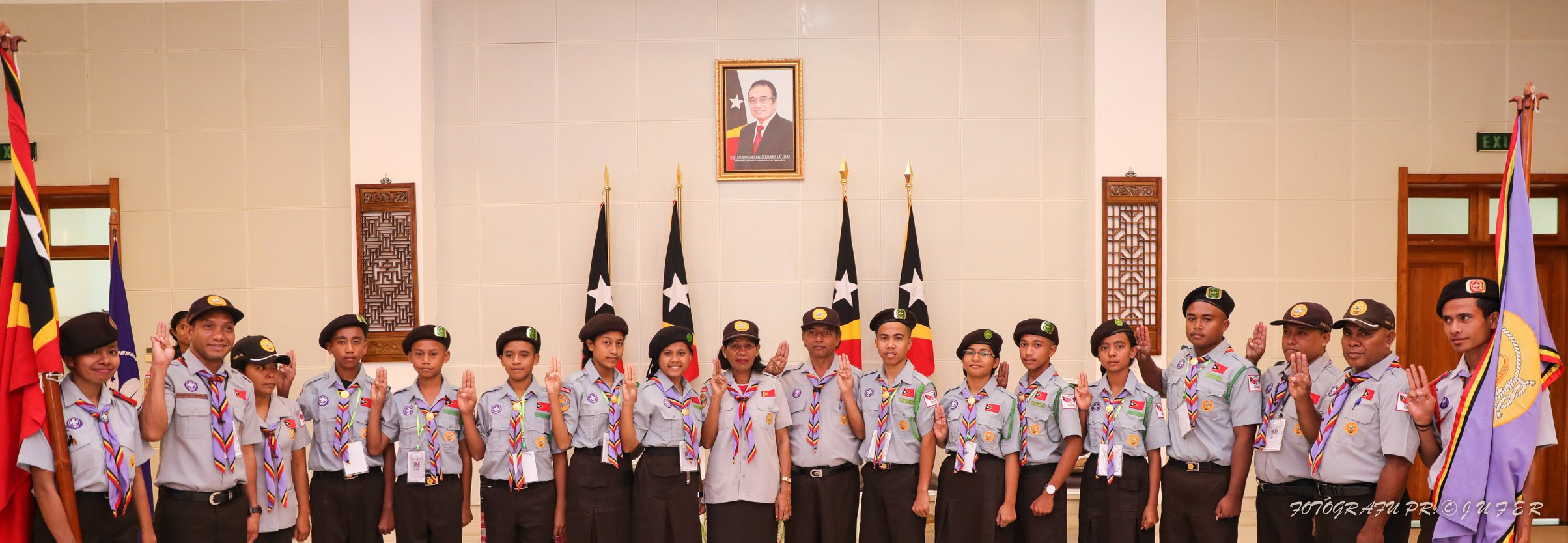
Idelta Maria Rodrigues (Mitte) mit Pfadfindern im Präsidentenpalast

1. Schirmherr der UNE-TL: Staatspräsident Osttimors
2. Präsident der UNE-TL: Idelta Maria Rodrigues
3. Erster Vizepräsident: João Carlos Sarmento
4. Zweiter Vizepräsident: Júlio Tomás Pinto
5. Kommissionschef: Mateus Maia de Jesus
6. Exekutivdirektor: Isolino Vas de Alegria S.G. Amaral
7. Kommissar für internationale Angelegenheiten: Filomena Barros dos Reis
8. Schatzmeister: António da Luz
9. Kommissar für das Kursprogramm für Erwachsene: Angelino Melo da Costa
10. Kommissar für Neueinführungen und Bildungsprogramme: Soekarno Fernandes

### Versammlung ab dem 30. April 2016
Wahl in Metinaro, Dili

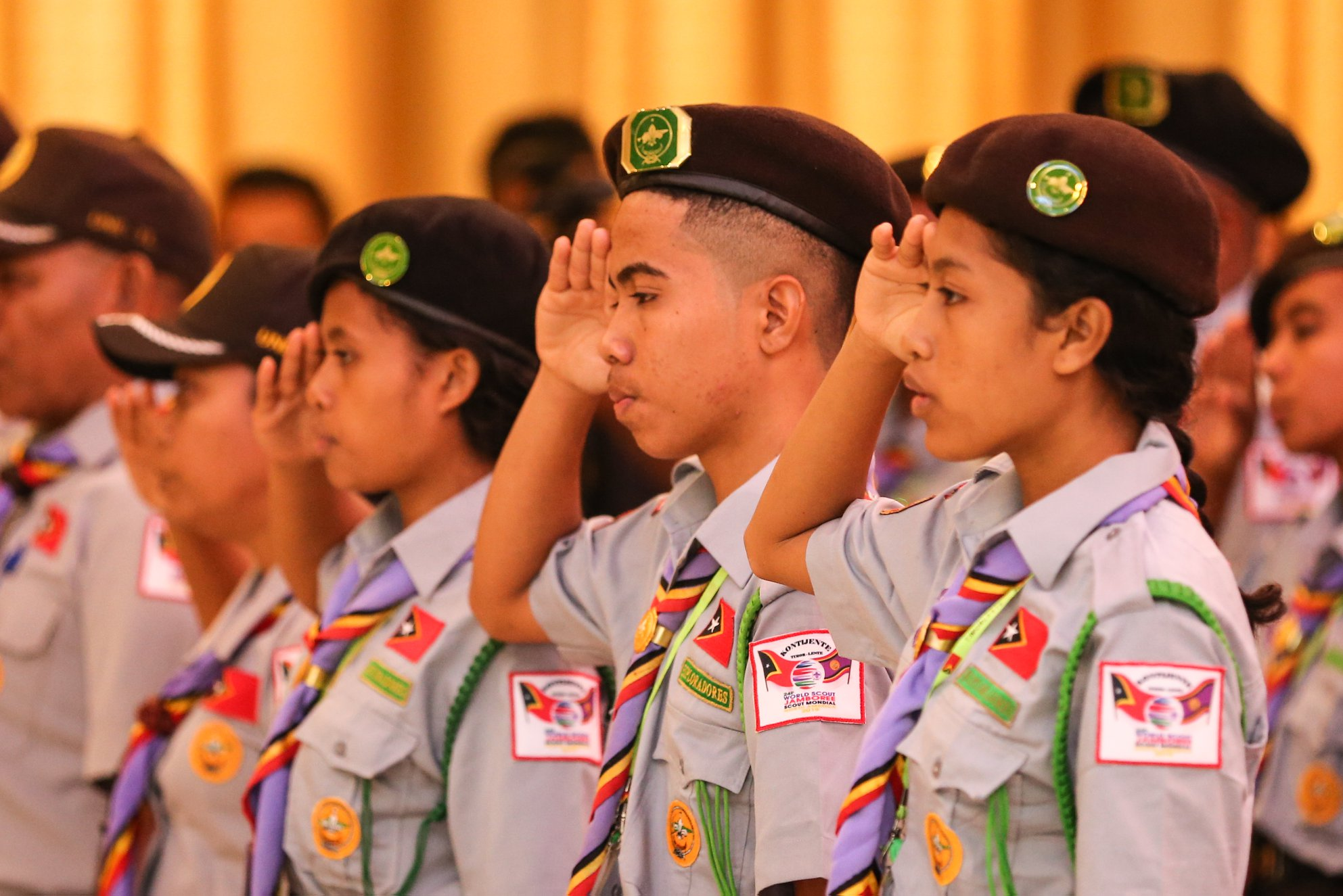

1. Schirmherr der UNE-TL: Staatspräsident Osttimors
2. Präsident der UNE-TL: Idelta Maria Rodrigues
3. Erster Vizepräsident: João Carlos Sarmento
4. Zweiter Vizepräsident: Maria Olandina Isabel Caeiro Alves
5. Kommissionschef: Mateus Maia de Jesus
6. Kommissar für internationale Angelegenheiten: Filomena Barros dos Reis
7. Schatzmeister: António da Luz
8. Kommissar für das Kursprogramm für Erwachsene: Angelino Melo da Costa
9. Kommissar für Neueinführungen und Bildungsprogramme: Soekarno Fernandes
10. Kommissar für Öffentlichkeitsarbeit: Ulderico Ze Machado
11. Kommissar für die Exekutive: Recardino C. Fernandes